# Anne Marie Almedal
Anne Marie Almedal (Kristiansand, 6 dicembre 1971) è una cantante norvegese.

## Biografia
Anne Marie Almedal è salita alla ribalta come cantante del gruppo Velvet Belly, con cui è rimasta in attività dal 1989 al 2003, pubblicando sei album. Nel 2007 ha pubblicato il suo primo album come solista, The Siren and the Sage, ma è meglio nota per il suo singolo del 2009 Himmelblå, colonna sonora della serie televisiva omonima, che ha raggiunto la 13ª posizione nella classifica norvegese.

## Discografia

### Album in studio
- 2007 – The Siren and the Sage
- 2010 – Blue Sky Blue
- 2012 – Memory Lane
- 2018 – Lightshadow

### Singoli
- 2007 – Joy
- 2008 – Ja, det er jul
- 2009 – Himmelblå
- 2012 – Memory Lane
- 2013 – Winter Song
- 2015 – Come Wander with Me
- 2018 – Sheltering Sky
- 2018 – You Keep Me at Arm's Length
- 2018 – Lovesong
- 2019 – Into the Shadows